# Mistrovství světa v jízdě na skibobech 2023
XXXXII. ročník Mistrovství světa v jízdě na skibobech 2023 se konal ve švýcarském středisku Grächen od 22. března do 26. března 2023. Na programu šampionátu byl závod v super G, obřím slalomu, slalomu a kombinaci a to v kategorii mužů a žen.

## Medailové pořadí zemí
| Pořadí | Země            | Zlato | Stříbro | Bronz | Celkově |
| ------ | --------------- | ----- | ------- | ----- | ------- |
| 1.     | Česko (CZE)     | 5     | 2       | 1     | 8       |
| 2.     | Rakousko (AUT)  | 3     | 5       | 6     | 14      |
| 3.     | Švýcarsko (SUI) | -     | 1       | -     | 1       |
| 4.     | Německo (GER)   | -     | -       | 1     | 1       |
|        | Celkem          | 8     | 8       | 8     | 24      |

## Medailisté

### Muži
| Disciplína  | Zlato                        | Stříbro                            | Bronz                            |
| ----------- | ---------------------------- | ---------------------------------- | -------------------------------- |
| super G     | Joachim Knauß Rakousko (AUT) | Franz Tschümperlin Švýcarsko (SUI) | Pavel Čiháček Česko (CZE)        |
| obří slalom | Pavel Čiháček Česko (CZE)    | Joachim Knauß Rakousko (AUT)       | Markus Achleitner Rakousko (AUT) |
| slalom      | Joachim Knauß Rakousko (AUT) | Pavel Čiháček Česko (CZE)          | Markus Achleitner Rakousko (AUT) |
| kombinace   | Pavel Čiháček Česko (CZE)    | Joachim Knauß Rakousko (AUT)       | Markus Achleitner Rakousko (AUT) |

### Ženy
| Disciplína  | Zlato                             | Stříbro                           | Bronz                              |
| ----------- | --------------------------------- | --------------------------------- | ---------------------------------- |
| super G     | Lisa Zaffová Rakousko (AUT)       | Stanislava Preclíková Česko (CZE) | Pia Zoisterová Rakousko (AUT)      |
| obří slalom | Stanislava Preclíková Česko (CZE) | Iris Lienhardová Rakousko (AUT)   | Pia Zoisterová Rakousko (AUT)      |
| slalom      | Stanislava Preclíková Česko (CZE) | Iris Lienhardová Rakousko (AUT)   | Silvia Steiningerová Německo (GER) |
| kombinace   | Stanislava Preclíková Česko (CZE) | Iris Lienhardová Rakousko (AUT)   | Pia Zoisterová Rakousko (AUT)      |